# 怒和島 (敷設艇)
| 艦歴     | 艦歴                                                                            |
| -------- | ------------------------------------------------------------------------------- |
| 計画     | ④計画                                                                           |
| 起工     | 1941年11月26日                                                                  |
| 進水     | 1942年7月31日                                                                   |
| 就役     | 1942年11月15日竣工                                                              |
| その後   | 1945年4月30日大破                                                               |
| 除籍     | 1945年11月20日                                                                  |
| 性能諸元 |                                                                                 |
| 排水量   | 基準：720トン、公試：750トン                                                    |
| 全長     | 74.70m                                                                          |
| 全幅     | 7.85m                                                                           |
| 吃水     | 2.60m                                                                           |
| 機関     | マン式三号ディーゼル2基2軸 3,600馬力                                            |
| 速力     | 20.0kt                                                                          |
| 航続距離 | 14ktで2,000浬                                                                   |
| 燃料     | 重油：35トン                                                                    |
| 乗員     | 67名                                                                            |
| 兵装     | 8cm高角砲1基 13mm連装機銃1基2挺 爆雷36個、捕獲網8組 （もしくは九三式機雷120個） |

怒和島（ぬわじま）は、日本海軍の敷設艇。平島型敷設艇の8番艇。

## 艦歴
1942年（昭和17年）11月15日、日立桜島造船所にて竣工。
呉鎮守府籍、佐伯防備戦隊付属に編入、佐伯を基地にパラオ、沖縄方面の船団護衛などに従事。1944年（昭和19年）6月1日、第4海上護衛隊に編入。1945年（昭和20年）2月1日、第18戦隊に編入、任務は引き続き船団護衛や機雷敷設等。
また、「怒和島」はドイツの潜水艦「U511」、「UIT24」および陸軍の潜水艦の護衛やドイツ潜水艦に撃沈されたソ連潜水艦の乗員だという漂流者を救助したこともあった。1942年12月20日深夜、「怒和島」は都井岬沖でアメリカ潜水艦「ドラム」を発見し、攻撃した。1944年7月3日、基隆発のタモ20B船団護衛中潜水艦の雷撃を受けるが、魚雷は「怒和島」の下を通過し、その直後隣を航行していた「賀茂丸」が被雷した。1945年3月1日、石垣島で敵機と交戦し撃墜2、不確実1記録した。
4月30日、佐伯で爆撃を受けて後部に被弾、大入島へ向かいそこで擱座した。戦死者は14名であった。この爆撃はグアムより佐伯飛行場を目標に来襲した第314爆撃飛行団のB-29爆撃機11機によるものであった。
11月20日除籍。戦後、日鮮サルベージにより解体される。

## その他
13mm連装機銃は25mm3連装機銃に取り替えられたほか、さらに各所に25mm機銃が追加され最終的には20基くらいになっていた。このため乗員も増加し、最終的には150名以上となった。レーダーは1944年9月に一号三型電探が装備された。他、水中磁気探知機の実験にも従事した。
艇長は久保忠彦大尉であった。久保は大阪商船入社後召集され、短期現役士官として少尉となり、いったん大阪商船に戻った後再び召集され「怒和島」艇長となる前は特設砲艦兼敷設艦「新京丸」の航海長などを務めた。乗組員は久保の操艦の上手さを自慢していた。